# Beschleunigung (spezielle Relativitätstheorie)
Die Beschleunigung in der speziellen Relativitätstheorie (SRT) ist, wie in der Newtonschen Mechanik, die Ableitung der Geschwindigkeit nach der Zeit. Da in der SRT jedes Inertialsystem seine eigene Uhr mitführt, es also keine absolute Zeit gibt, folgen daraus komplexere Definitionen der Beschleunigung. Die SRT als Theorie der flachen Minkowski-Raumzeit ist also durchaus in der Lage, beschleunigte Bewegungen zu beschreiben, entgegen einer häufigen Fehlannahme.

## Überblick
Im Einzelnen können folgende Arten von Beschleunigungen unterschieden werden, die allesamt eng miteinander verbunden sind:
Dreierbeschleunigung: Sie ist analog zur gewöhnlichen Beschleunigung der Newtonschen Mechanik in drei räumlichen Dimensionen definiert und beschreibt die Bewegung eines Teilchens unter Benutzung von Maßstäben und Uhren des Labors. In der Newtonschen Mechanik ist die Zeit absolut, was dazu führt, dass die Newtonsche Dreierbeschleunigung nicht von der Wahl des Inertialsystems abhängt, in dem das Labor ruht. In der SRT hingegen hängt neben den drei Raumkoordinaten auch die Zeitkoordinate vom Inertialsystem ab (Koordinatenzeit), weswegen die daraus abgeleitete Dreierbeschleunigung ebenfalls vom Inertialsystem abhängt und dementsprechend als Koordinatenbeschleunigung bezeichnet werden kann. Durch die Transformationsformeln der Dreierbeschleunigung wird garantiert, dass die Geschwindigkeit des beschleunigten Teilchens in keinem Inertialsystem die Lichtgeschwindigkeit erreicht.
Viererbeschleunigung: Da in der SRT nicht nur die drei Raumkoordinaten, sondern auch die Zeitkoordinate transformiert wird, erweist sich die Zusammenfassung dieser Koordinaten als Vierervektor vorteilhaft. Zusammenhänge in der diesem Vorgehen zugrunde liegenden vierdimensionalen Raumzeit lassen sich dabei anschaulich in Minkowski-Diagrammen darstellen, in denen die Weltlinien beschleunigter Körper gekrümmt sind. Dabei entspricht die Viererbeschleunigung dem Krümmungsvektor der Weltlinie in einem Raumzeitpunkt. Ein Unterschied zur Dreierbeschleunigung ist neben der Anzahl der Vektorkomponenten der Umstand, dass die Ableitung der Dreiergeschwindigkeit immer in Bezug auf die Koordinatenzeit der Uhren des Labors erfolgt, wohingegen die Ableitung von Vierervektoren einschließlich der Viererbeschleunigung bezüglich einer mit dem Objekt mitbewegten Uhr erfolgt (Eigenzeit). Die Viererbeschleunigung, dargestellt als Funktion der gewöhnlichen Dreiergeschwindigkeit und Dreierbeschleunigung, dient auch als alternatives Verfahren zur Untersuchung von Eigenschaften der Dreierbeschleunigung, bei dem nicht auf die Transformationsformeln der Dreierbeschleunigung zurückgegriffen werden muss.
Eigenbeschleunigung: Sie ist diejenige Dreierbeschleunigung, die sich ergibt, wenn Maßstäbe und Uhren mit dem beschleunigten Teilchen mitbewegt werden. Sie ist von besonderer praktischer Bedeutung, da sie direkt von einem mitbewegten Beschleunigungssensor abgelesen werden kann und somit im Gegensatz zur Koordinatenbeschleunigung nicht von der Wahl des Inertialsystems abhängt (Invarianz der Eigenbeschleunigung). In formaler Hinsicht entspricht der Betrag der Eigenbeschleunigung dem Betrag der Viererbeschleunigung und stellt im Minkowski-Diagramm die Krümmung der Weltlinie an einem Raumzeitpunkt dar. Alternativ folgt sie aus der gewöhnlichen Dreierbeschleunigung, wenn sich das zur Beschreibung benutzte Inertialsystem für einen Augenblick mit derselben Geschwindigkeit bewegt wie das beschleunigte Teilchen (momentanes Inertialsystem). Eine gekrümmte Weltlinie entspricht somit einer Abfolge von momentanen Inertialsystemen.
Mit diesen Konzepten können Bewegungsgleichungen formuliert werden, die wie in der Newtonschen Mechanik Beschleunigung und Kraft miteinander verbinden. Gleichungen für verschiedene Beschleunigungsarten und ihre gekrümmten Weltlinien folgen aus diesen Formeln durch Integration. Bekannte Fälle sind die Hyperbelbewegung für konstante longitudinale Eigenbeschleunigung und die gleichförmige Kreisbewegung für konstante transversale Eigenbeschleunigung. Die Auswertung der entsprechenden Weltlinien zeigt beispielsweise beim Zwillingsparadoxon eindeutig auf, wer beim Zusammentreffen nach der Rückkehr älter ist. Darüber hinaus ist es möglich, diese Bewegungen in beschleunigten Bezugssystemen im Rahmen der SRT zu beschreiben, wobei Effekte analog zu homogenen Gravitationsfeldern auftreten (welche formell Ähnlichkeiten mit den realen, inhomogenen Gravitationsfeldern der gekrümmten Raumzeit der ART haben). Beispiele für solche Bezugssysteme sind beispielsweise die Rindler-Koordinaten für die Hyperbelbewegung und die Born- oder Langevinkoordinaten für die gleichförmige Kreisbewegung.

## Dreierbeschleunigung
Sowohl in der Newtonschen Mechanik als auch der SRT ist die gewöhnliche Dreierbeschleunigung oder Koordinatenbeschleunigung {\displaystyle {\vec {a}}=\left(a_{x},\ a_{y},\ a_{z}\right)} die erste Ableitung der Geschwindigkeit {\displaystyle {\vec {u}}=\left(u_{x},\ u_{y},\ u_{z}\right)} nach der Koordinatenzeit {\displaystyle t} (die Zeit, die von dauerhaft in einem Inertialsystem ruhenden und miteinander synchronisierten Uhren angezeigt wird) oder die zweite Ableitung des Ortes {\displaystyle {\vec {r}}=\left(x,\ y,\ z\right)} nach der Koordinatenzeit:
{\displaystyle {\vec {a}}={\frac {\mathrm {d} {\vec {u}}}{\mathrm {d} t}}={\frac {\mathrm {d} ^{2}{\vec {r}}}{\mathrm {d} t^{2}}}}.
Die Theorien unterscheiden sich in ihren Vorhersagen bezüglich der Transformation der Dreierbeschleunigung eines Objekts zwischen verschiedenen Inertialsystemen. In der Newtonschen Mechanik ist die Zeit absolut mit {\displaystyle t'=t} in Übereinstimmung mit der Galilei-Transformation, weswegen auch die davon abgeleitete Dreierbeschleunigung in allen Inertialsystemen gleich ist:
{\displaystyle {\vec {a}}={\vec {a}}'}.
Im Gegensatz dazu hängen in der SRT sowohl {\displaystyle {\vec {r}}} als auch {\displaystyle t} vom Bezugssystem ab, weswegen auch die Dreierbeschleunigung {\displaystyle {\vec {a}}} und ihre Komponenten in verschiedenen Inertialsystemen unterschiedlich sind. Die Transformation, die die Raumzeitkomponenten in den verschiedenen Inertialsystemem überführt, ist eine Lorentztransformation. Diese hat die Form
{\displaystyle r'^{\mu }=\Lambda _{\;\nu }^{\mu }({\vec {\beta }})r^{\nu }}
mit der Transformationsmatrix
{\displaystyle \Lambda _{\;\nu }^{\mu }={\begin{pmatrix}\gamma &-\gamma \beta _{j}\\-\gamma \beta _{i}&\delta _{ij}+(\gamma -1){\frac {\beta _{i}\beta _{j}}{{\vec {\beta }}^{2}}}\end{pmatrix}}},
wobei {\displaystyle {\vec {\beta }}_{v}={\vec {v}}/c} die Geschwindigkeit in Einheiten der Lichtgeschwindigkeit und {\displaystyle \textstyle \gamma _{v}=1/{\sqrt {1-{\vec {\beta }}_{v}^{2}}}} der Lorentzfaktor ist. Die Indices an {\displaystyle \beta } und {\displaystyle \gamma } dienen der Klarheit, auf welche Geschwindigkeit – der Geschwindigkeit zwischen den Bezugssystemen {\displaystyle {\vec {v}}} oder der Geschwindigkeit des Objekts {\displaystyle {\vec {u}}} – sich der Faktor bezieht. Der allgemeine Zusammenhang zwischen gestrichenen und ungestrichenen Koordinaten lautet dann:
{\displaystyle {\begin{aligned}{\vec {r}}'&={\vec {r}}+{\vec {\beta }}_{v}\left[{\frac {{\vec {r}}\cdot {\vec {\beta }}_{v}}{{\vec {\beta }}_{v}^{2}}}\left(\gamma _{v}-1\right)-ct\gamma _{v}\right]\\t'&=\gamma _{v}{\frac {1}{c}}\left(ct-{\vec {r}}\cdot {\vec {\beta }}_{v}\right)\end{aligned}}}
Um daraus die Transformation der Dreierbeschleunigung zu finden, werden die räumlichen Koordinaten {\displaystyle {\vec {r}}'} zweimal nach {\displaystyle t'} abgeleitet. Dies ergibt das Resultat für den allgemeinen Fall von beliebigen Richtungen der Geschwindigkeiten und Beschleunigungen:
| {\displaystyle {\vec {a}}'={\frac {1}{\gamma _{v}^{2}\left(1-{\vec {\beta }}_{v}\cdot {\vec {\beta }}_{u}\right)^{2}}}{\vec {a}}-{\frac {({\vec {a}}\cdot {\vec {\beta }}_{v})\left(\gamma _{v}-1\right)}{{\vec {\beta }}_{v}^{2}\gamma _{v}^{3}\left(1-{\vec {\beta }}_{v}\cdot {\vec {\beta }}_{u}\right)^{3}}}{\vec {\beta }}_{v}+{\frac {({\vec {a}}\cdot {\vec {\beta }}_{v})}{\gamma _{v}^{2}\left(1-{\vec {\beta }}_{u}\cdot {\vec {\beta }}_{v}\right)^{3}}}{\vec {\beta }}_{u}} |  | (1a) |
| {\displaystyle {\vec {a}}'={\frac {1}{\gamma _{v}^{2}\left(1-{\vec {\beta }}_{v}\cdot {\vec {\beta }}_{u}\right)^{2}}}{\vec {a}}-{\frac {({\vec {a}}\cdot {\vec {\beta }}_{v})\left(\gamma _{v}-1\right)}{{\vec {\beta }}_{v}^{2}\gamma _{v}^{3}\left(1-{\vec {\beta }}_{v}\cdot {\vec {\beta }}_{u}\right)^{3}}}{\vec {\beta }}_{v}+{\frac {({\vec {a}}\cdot {\vec {\beta }}_{v})}{\gamma _{v}^{2}\left(1-{\vec {\beta }}_{u}\cdot {\vec {\beta }}_{v}\right)^{3}}}{\vec {\beta }}_{u}} |  | (1a) |

Wenn zwei Inertialsysteme {\displaystyle S} und {\displaystyle S'} mit der Relativgeschwindigkeit {\displaystyle {\vec {v}}} gegeben sind, wird in {\displaystyle S} die Beschleunigung {\displaystyle {\vec {a}}} eines Objekts mit der augenblicklichen Geschwindigkeit {\displaystyle {\vec {u}}} gemessen, wohingegen dasselbe Objekt in {\displaystyle S'} die Beschleunigung {\displaystyle {\vec {a}}'} und die augenblickliche Geschwindigkeit {\displaystyle {\vec {u}}'} besitzt. Diese Beschleunigungstransformationen sind so beschaffen, dass die resultierende Geschwindigkeit eines beschleunigten Objekts aus Sicht irgendeines Inertialsystems niemals die Lichtgeschwindigkeit erreichen oder überschreiten kann.
Wenn die Komponenten der Beschleunigungen parallel und orthogonal zur Relativgeschwindigkeit der Bezugssysteme getrennt angegeben werden, vereinfachen sich die Formeln (1a) zu:
| {\displaystyle {\begin{aligned}a'_{\parallel }&={\frac {1}{\gamma _{v}^{3}\left(1-\beta _{u\parallel }\beta _{v}\right)^{3}}}a_{\parallel }\\a'_{\perp }&={\frac {1}{\gamma _{v}^{2}\left(1-\beta _{u\parallel }\beta _{v}\right)^{2}}}a_{\perp }+{\frac {\beta _{u\perp }\beta _{v}}{\gamma _{v}^{2}\left(1-\beta _{u\parallel }\beta _{v}\right)^{3}}}a_{\parallel }\\\end{aligned}}} |  | (1b) |
| {\displaystyle {\begin{aligned}a'_{\parallel }&={\frac {1}{\gamma _{v}^{3}\left(1-\beta _{u\parallel }\beta _{v}\right)^{3}}}a_{\parallel }\\a'_{\perp }&={\frac {1}{\gamma _{v}^{2}\left(1-\beta _{u\parallel }\beta _{v}\right)^{2}}}a_{\perp }+{\frac {\beta _{u\perp }\beta _{v}}{\gamma _{v}^{2}\left(1-\beta _{u\parallel }\beta _{v}\right)^{3}}}a_{\parallel }\\\end{aligned}}} |  | (1b) |

Um die ungestrichenen Größen {\displaystyle {\vec {a}}} aus den gestrichenen zu berechnen, ist es ausreichend, alle ungestrichenen und gestrichenen Variablen zu vertauschen. Dabei ist zu beachten, dass {\displaystyle {\vec {\beta }}'_{v}=-{\vec {\beta }}_{v}} ist.

## Viererbeschleunigung
In der Relativitätstheorie ist es oft vorteilhaft, Vierervektoren statt Dreiervektoren zu benutzen, wobei hier die Ableitung nicht nach der Koordinatenzeit {\displaystyle t} erfolgt, sondern nach der Eigenzeit {\displaystyle \mathbf {\tau } } (also der Zeit, die von einer mit dem Objekt mitbewegten Uhr gemessen wird). Ausgehend von der Viererposition {\displaystyle r^{\mu }} erhält man durch Ableitung die Vierergeschwindigkeit {\displaystyle u^{\mu }}, und durch eine weitere Ableitung die Viererbeschleunigung {\displaystyle a^{\mu }=\left(a_{t},\ {\vec {a}}_{r}\right)}:
| {\displaystyle {\begin{aligned}a^{\mu }&={\frac {{\rm {d}}u^{\mu }}{{\rm {d}}\tau }}={\frac {{\rm {d^{2}}}r^{\mu }}{{\rm {d}}\tau ^{2}}}=\left(c{\frac {{\rm {d^{2}}}t}{{\rm {d}}\tau ^{2}}},\ {\frac {{\rm {d^{2}}}{\vec {r}}}{{\rm {d}}\tau ^{2}}}\right)\\&=\left(\gamma ^{4}{\vec {\beta }}\cdot {\vec {a}},\ \gamma ^{4}({\vec {\beta }}\cdot {\vec {a}}){\vec {\beta }}+\gamma ^{2}{\vec {a}}\right)\end{aligned}}} |  | (2a) |
| {\displaystyle {\begin{aligned}a^{\mu }&={\frac {{\rm {d}}u^{\mu }}{{\rm {d}}\tau }}={\frac {{\rm {d^{2}}}r^{\mu }}{{\rm {d}}\tau ^{2}}}=\left(c{\frac {{\rm {d^{2}}}t}{{\rm {d}}\tau ^{2}}},\ {\frac {{\rm {d^{2}}}{\vec {r}}}{{\rm {d}}\tau ^{2}}}\right)\\&=\left(\gamma ^{4}{\vec {\beta }}\cdot {\vec {a}},\ \gamma ^{4}({\vec {\beta }}\cdot {\vec {a}}){\vec {\beta }}+\gamma ^{2}{\vec {a}}\right)\end{aligned}}} |  | (2a) |

wo {\displaystyle {\vec {a}}} die Dreierbeschleunigung des Objekts und {\displaystyle {\vec {\beta }}={\vec {u}}/c} seine augenblickliche Geschwindigkeit in Vielfachen der Lichtgeschwindigkeit und {\displaystyle \gamma =1/{\sqrt {1-{\vec {\beta }}^{2}}}} der entsprechende Lorentzfaktor ist. Für die Fälle, in denen die Dreierbeschleunigung parallel oder orthogonal auf der Dreiergeschwindigkeit steht, vereinfacht sich der räumliche Anteil der Viererbeschleunigung zu
{\displaystyle {\begin{aligned}{\vec {a}}_{r,\parallel }&=\gamma ^{4}{\vec {a}}\\{\vec {a}}_{r,\perp }&=\gamma ^{2}{\vec {a}}\end{aligned}}}
Die Komponenten des Vierervektors {\displaystyle a^{\mu }} im Inertialsystem {\displaystyle S} sind mit den Komponenten des Vierervektors {\displaystyle a'^{\mu }} in {\displaystyle S'} durch eine Lorentz-Transformationen {\displaystyle a'^{\mu }=\Lambda _{\;\nu }^{\mu }a^{\nu }} verbunden.
Eine weitere Eigenschaft von Vierervektoren ist, dass ihr Betragsquadrat unter der Minkowski-Metrik {\displaystyle a^{\mu }a_{\mu }=a_{t}^{2}-{\vec {a}}_{r}^{2}} in jedem Inertialsystem gleich ist. Für die Viererbeschleunigung lautet es:
| {\displaystyle a^{\mu }a_{\mu }=-\gamma ^{4}{\vec {a}}^{2}-\gamma ^{6}({\vec {\beta }}\cdot {\vec {a}})^{2}}. |  | (2b) |
| {\displaystyle a^{\mu }a_{\mu }=-\gamma ^{4}{\vec {a}}^{2}-\gamma ^{6}({\vec {\beta }}\cdot {\vec {a}})^{2}}. |  | (2b) |

## Eigenbeschleunigung
In infinitesimalen Zeitabständen ist immer ein Inertialsystem vorhanden, das augenblicklich dieselbe Geschwindigkeit wie der beschleunigte Körper hat, und in welches eine Lorentz-Transformation gültig ist. Die in solchen momentanen Inertialsystemen auftretende Dreierbeschleunigung {\displaystyle {\vec {a}}^{0}=\left(a_{x}^{0},\ a_{y}^{0},\ a_{z}^{0}\right)} wird von einem mitbewegten Beschleunigungssensor gemessen und wird als Eigenbeschleunigung oder Ruhebeschleunigung bezeichnet. Die Beziehung zwischen {\displaystyle {\vec {a}}^{0}} in einem momentanen Inertialsystem {\displaystyle S'} und {\displaystyle {\vec {a}}} in einem externen Inertialsystem {\displaystyle S} folgt aus (1a, 1b) durch Setzen von {\displaystyle {\vec {a}}'={\vec {a}}^{0}}, {\displaystyle {\vec {\beta }}_{u}={\vec {\beta }}_{v}}. Da dann nicht mehr zwischen verschiedenen Betas und Gammas unterschieden werden muss, können die Indizes unterdrückt werden.
Für beliebige Geschwindigkeiten {\displaystyle \beta } gilt dann:
{\displaystyle {\vec {a}}^{0}=\gamma ^{2}\left[{\vec {a}}+{\frac {({\vec {a}}\cdot {\vec {\beta }}){\vec {\beta }}}{{\vec {\beta }}^{2}}}\left(\gamma -1\right)\right]}
Für {\displaystyle {\vec {a}}} ergibt sich
{\displaystyle {\vec {a}}={\frac {1}{\gamma ^{2}}}\left[{\vec {a}}^{0}-{\frac {({\vec {a}}^{0}\cdot {\vec {\beta }}){\vec {\beta }}}{\beta ^{2}}}\left(1-{\frac {1}{\gamma }}\right)\right]}.
Wenn die Beschleunigungen parallel oder senkrecht zur Geschwindigkeit sind, folgt aus (1b):
| {\displaystyle {\begin{aligned}a_{\parallel }^{0}&=\gamma ^{3}a_{\parallel }\\a_{\perp }^{0}&=\gamma ^{2}a_{\perp }\end{aligned}}} |  | (3a) |
| {\displaystyle {\begin{aligned}a_{\parallel }^{0}&=\gamma ^{3}a_{\parallel }\\a_{\perp }^{0}&=\gamma ^{2}a_{\perp }\end{aligned}}} |  | (3a) |

Die Viererbeschleunigung lässt sich auch in einem momentan mitbewegten Inertialsystem {\displaystyle S'}, in welchem {\displaystyle {\vec {a}}_{r}^{\prime }={\vec {a}}^{0}} und {\displaystyle \mathrm {d} t'/\mathrm {d} \tau =1} wie folgt berechnen:
| {\displaystyle a^{\mu }a_{\mu }=-({\vec {a}}^{0})^{2}}. |  | (3b) |
| {\displaystyle a^{\mu }a_{\mu }=-({\vec {a}}^{0})^{2}}. |  | (3b) |

Die Norm der Viererbeschleunigung entspricht der (negativen) Norm der Eigenbeschleunigung. Es kann daher eine Verbindung mit (2b) hergestellt werden, wodurch eine alternative Methode zur Bestimmung des Zusammenhangs zwischen {\displaystyle {\vec {a}}^{0}} in {\displaystyle S'} und {\displaystyle {\vec {a}}} in {\displaystyle S} gegeben ist
{\displaystyle ({\vec {a}}^{0})^{2}=\gamma ^{4}{\vec {a}}^{2}+\gamma ^{6}({\vec {\beta }}\cdot {\vec {a}})^{2}}
woraus wieder (3a) folgt, wenn die Beschleunigung parallel oder senkrecht zur Geschwindigkeit steht.

## Beschleunigung und Kraft
Wird die Masse {\displaystyle m} als konstant angenommen, ergibt sich die Beziehung zwischen der Viererbeschleunigung (2a) und der Viererkraft {\displaystyle F^{\mu }} (als Funktion der Dreierkaft {\displaystyle {\vec {F}}}) analog zur Newtonschen Kraftdefinition mit {\displaystyle F^{\mu }=ma^{\mu }}, also
| {\displaystyle F^{\mu }=\left(\gamma {\vec {F}}\cdot {\vec {\beta }}_{u},\ \gamma {\vec {F}}\right)=ma^{\mu }=m\left(\gamma ^{4}{\vec {\beta }}_{u}\cdot {\vec {a}},\ \gamma ^{4}({\vec {\beta }}_{u}\cdot {\vec {a}}){\vec {\beta }}_{u}+\gamma ^{2}{\vec {a}}\right)} |  | (4a) |
| {\displaystyle F^{\mu }=\left(\gamma {\vec {F}}\cdot {\vec {\beta }}_{u},\ \gamma {\vec {F}}\right)=ma^{\mu }=m\left(\gamma ^{4}{\vec {\beta }}_{u}\cdot {\vec {a}},\ \gamma ^{4}({\vec {\beta }}_{u}\cdot {\vec {a}}){\vec {\beta }}_{u}+\gamma ^{2}{\vec {a}}\right)} |  | (4a) |

Während bei diesen Vierervektoren also eine gewisse Analogie zur Newtonschen Kraftdefinition vorliegt, ist diese bei den entsprechenden Dreiervektoren nicht mehr gegeben. Aus obigen räumlichen Komponenten folgt eine kompliziertere Beziehung zwischen der Dreierkraft und Dreierbeschleunigung für beliebige Richtungen der Geschwindigkeit:
| {\displaystyle {\begin{aligned}{\vec {F}}&=m\gamma ^{3}\left(({\vec {\beta }}_{u}\cdot {\vec {a}}){\vec {\beta }}_{u}\right)+m\gamma {\vec {a}}\\{\vec {a}}&={\frac {1}{m\gamma }}\left({\vec {F}}-({\vec {\beta }}_{u}\cdot {\vec {F}}){\vec {\beta }}_{u}\right)\end{aligned}}} |  | (4b) |
| {\displaystyle {\begin{aligned}{\vec {F}}&=m\gamma ^{3}\left(({\vec {\beta }}_{u}\cdot {\vec {a}}){\vec {\beta }}_{u}\right)+m\gamma {\vec {a}}\\{\vec {a}}&={\frac {1}{m\gamma }}\left({\vec {F}}-({\vec {\beta }}_{u}\cdot {\vec {F}}){\vec {\beta }}_{u}\right)\end{aligned}}} |  | (4b) |

Insbesondere stehen Dreierbeschleunigung und Dreierkraft von Objekten, die sich mit relativistischer Geschwindigkeit bewegen, nicht parallel zueinander.
Wenn die Beschleunigung parallel oder senkrecht zur Geschwindigkeit sind, dann folgt daraus:
| {\displaystyle {\begin{aligned}F_{\parallel }&=m\gamma ^{3}a_{\parallel }\\F_{\perp }&=m\gamma a_{\perp }\end{aligned}}} |  | (4c) |
| {\displaystyle {\begin{aligned}F_{\parallel }&=m\gamma ^{3}a_{\parallel }\\F_{\perp }&=m\gamma a_{\perp }\end{aligned}}} |  | (4c) |

Deswegen ist die Newtonsche Definition der Masse als das Verhältnis von Dreierkraft zur Dreierbeschleunigung in der SRT unvorteilhaft, denn diese Masse würde sowohl von der Geschwindigkeit als auch von der Richtung abhängen. Die folgenden Massendefinitionen finden sich nur in alten Lehrbüchern und werden heute nicht mehr verwendet:
{\displaystyle m_{\parallel }={\frac {F_{\parallel }}{a_{\parallel }}}=m\gamma ^{3}} als „longitudinale Masse“,
{\displaystyle m_{\perp }={\frac {F_{\perp }}{a_{\perp }}}=m\gamma } als „transversale Masse“.
Gleichung (4b) zwischen Dreierbeschleunigung und Dreierkraft kann auch aus der bekannten relativistischen Bewegungsgleichung gewonnen werden:
| {\displaystyle {\vec {F}}={\frac {\mathrm {d} {\vec {p}}}{\mathrm {d} t}}={\frac {\mathrm {d} (m\gamma {\vec {u}})}{\mathrm {d} t}}={\frac {\mathrm {d} (m\gamma )}{\mathrm {d} t}}{\vec {u}}+m\gamma {\frac {\mathrm {d} {\vec {u}}}{\mathrm {d} t}}=m\gamma ^{3}({\vec {\beta }}_{u}\cdot {\vec {a}}){\vec {\beta }}_{u}+m\gamma {\vec {a}}} |  | (4d) |
| {\displaystyle {\vec {F}}={\frac {\mathrm {d} {\vec {p}}}{\mathrm {d} t}}={\frac {\mathrm {d} (m\gamma {\vec {u}})}{\mathrm {d} t}}={\frac {\mathrm {d} (m\gamma )}{\mathrm {d} t}}{\vec {u}}+m\gamma {\frac {\mathrm {d} {\vec {u}}}{\mathrm {d} t}}=m\gamma ^{3}({\vec {\beta }}_{u}\cdot {\vec {a}}){\vec {\beta }}_{u}+m\gamma {\vec {a}}} |  | (4d) |

wobei {\displaystyle {\vec {p}}} der Dreierimpuls ist. Die entsprechende Transformation der Dreierkraft zwischen {\displaystyle {\vec {F}}} in {\displaystyle S} und {\displaystyle {\vec {F}}'} in {\displaystyle S'} folgt aus den lorentztransformierten Komponenten der Viererkraft, mit dem Resultat:
| {\displaystyle {\vec {F}}'={\frac {1}{\gamma _{v}}}{\frac {{\vec {F}}-\left[({\vec {F}}\cdot {\vec {\beta }}_{u}){\vec {\beta }}_{v}^{2}-({\vec {F}}\cdot {\vec {\beta }}_{v})\left(\gamma _{v}-1\right)\right]{\frac {{\vec {\beta }}_{v}}{{\vec {\beta }}_{v}^{2}}}}{1-{\vec {\beta }}_{u}\cdot {\vec {\beta }}_{v}}}} |  | (4e) |
| {\displaystyle {\vec {F}}'={\frac {1}{\gamma _{v}}}{\frac {{\vec {F}}-\left[({\vec {F}}\cdot {\vec {\beta }}_{u}){\vec {\beta }}_{v}^{2}-({\vec {F}}\cdot {\vec {\beta }}_{v})\left(\gamma _{v}-1\right)\right]{\frac {{\vec {\beta }}_{v}}{{\vec {\beta }}_{v}^{2}}}}{1-{\vec {\beta }}_{u}\cdot {\vec {\beta }}_{v}}}} |  | (4e) |

Im Fall der parallelen oder orthogonalen Beschleunigungen vereinfacht sich dies wieder zu:
| {\displaystyle {\begin{aligned}F'_{\parallel }&={\frac {F_{\parallel }-\beta _{v}({\vec {F}}\cdot {\vec {\beta }}_{u})}{1-\beta _{u,\parallel }\beta _{v}}}\\F'_{\perp }&={\frac {F_{\perp }}{\gamma _{v}\left(1-\beta _{u,\parallel }\beta _{v}\right)}}\end{aligned}}} |  | (4f) |
| {\displaystyle {\begin{aligned}F'_{\parallel }&={\frac {F_{\parallel }-\beta _{v}({\vec {F}}\cdot {\vec {\beta }}_{u})}{1-\beta _{u,\parallel }\beta _{v}}}\\F'_{\perp }&={\frac {F_{\perp }}{\gamma _{v}\left(1-\beta _{u,\parallel }\beta _{v}\right)}}\end{aligned}}} |  | (4f) |

## Eigenbeschleunigung und Eigenkraft
Die mit einer mitbewegten Federwaage gemessene Kraft {\displaystyle {\vec {F}}^{0}} im momentanen Inertialsystem kann als Eigenkraft bezeichnet werden. Sie folgt aus (4f, 4e) durch Setzen von {\displaystyle {\vec {F}}'={\vec {F}}^{0}} und {\displaystyle {\vec {u}}'=0} als auch {\displaystyle {\vec {u}}={\vec {v}}} und {\displaystyle \gamma =\gamma _{v}} für beliebige Richtungen von {\displaystyle {\vec {u}}} mit der Norm {\displaystyle |{\vec {u}}|=u}:
{\displaystyle {\begin{aligned}{\vec {F}}^{0}&={\vec {F}}\gamma -{\frac {({\vec {F}}\cdot {\vec {u}}){\vec {u}}}{u^{2}}}(\gamma -1)\\{\vec {F}}&={\frac {{\vec {F}}^{0}}{\gamma }}+{\frac {({\vec {F}}^{0}\cdot {\vec {u}}){\vec {u}}}{u^{2}}}\left(1-{\frac {1}{\gamma }}\right)\end{aligned}}}.
Wenn die Beschleunigungen parallel oder senkrecht zur Geschwindigkeit sind, vereinfacht sich dies zu:
| {\displaystyle {\begin{aligned}F_{\parallel }^{0}&=F_{\parallel }\\F_{\perp }^{0}&=\gamma F_{\perp }\\\end{aligned}}} |  | (5a) |
| {\displaystyle {\begin{aligned}F_{\parallel }^{0}&=F_{\parallel }\\F_{\perp }^{0}&=\gamma F_{\perp }\\\end{aligned}}} |  | (5a) |

Da im momentan mitbewegten Inertialsystem die Viererkraft mit {\displaystyle F^{\mu }=\left(0,\,{\vec {F}}^{0}\right)} und die Viererbeschleunigung mit {\displaystyle a^{\mu }=\left(0,\,{\vec {a}}^{0}\right)} gegeben sind, folgt aus (4a) die Newtonsche Beziehung {\displaystyle {\vec {F}}^{0}=m{\vec {a}}^{0}}, weswegen (3a, 4c, 5a) zusammengefasst werden können:
| {\displaystyle {\begin{aligned}{\vec {F}}^{0}&={\begin{pmatrix}1&&\\&\gamma &\\&&\gamma \end{pmatrix}}{\vec {F}}=m{\vec {a}}^{0}=m{\begin{pmatrix}\gamma ^{3}&&\\&\gamma ^{2}&\\&&\gamma ^{2}\end{pmatrix}}{\vec {a}}\\{\vec {F}}&={\begin{pmatrix}1&&\\&{\frac {1}{\gamma }}&\\&&{\frac {1}{\gamma }}\end{pmatrix}}{\vec {F}}^{0}=m{\begin{pmatrix}1&&\\&{\frac {1}{\gamma }}&\\&&{\frac {1}{\gamma }}\end{pmatrix}}{\vec {a}}^{0}=m{\begin{pmatrix}\gamma ^{3}&&\\&\gamma &\\&&\gamma \end{pmatrix}}{\vec {a}}\end{aligned}}} |  | (5b) |
| {\displaystyle {\begin{aligned}{\vec {F}}^{0}&={\begin{pmatrix}1&&\\&\gamma &\\&&\gamma \end{pmatrix}}{\vec {F}}=m{\vec {a}}^{0}=m{\begin{pmatrix}\gamma ^{3}&&\\&\gamma ^{2}&\\&&\gamma ^{2}\end{pmatrix}}{\vec {a}}\\{\vec {F}}&={\begin{pmatrix}1&&\\&{\frac {1}{\gamma }}&\\&&{\frac {1}{\gamma }}\end{pmatrix}}{\vec {F}}^{0}=m{\begin{pmatrix}1&&\\&{\frac {1}{\gamma }}&\\&&{\frac {1}{\gamma }}\end{pmatrix}}{\vec {a}}^{0}=m{\begin{pmatrix}\gamma ^{3}&&\\&\gamma &\\&&\gamma \end{pmatrix}}{\vec {a}}\end{aligned}}} |  | (5b) |

Dadurch löst sich auch der scheinbare Widerspruch in den historischen Definitionen der transversalen Masse {\displaystyle m_{\perp }} auf. Einstein (1905) beschrieb nämlich das Verhältnis von Dreierbeschleunigung und Eigenkraft
{\displaystyle m_{\perp \ \mathrm {Einstein} }={\frac {F_{\perp }^{0}}{a_{\perp }}}=m\gamma ^{2}},
während Lorentz (1899, 1904) und Planck (1906) das Verhältnis von Dreierbeschleunigung und Dreierkraft beschrieben
{\displaystyle m_{\perp \ \mathrm {Lorentz} }={\frac {F_{\perp }}{a_{\perp }}}=m\gamma }.

## Gekrümmte Weltlinien
Durch Integration obiger Bewegungsgleichungen erhält man die gekrümmten Weltlinien beschleunigter Körper (wobei der Ausdruck Krümmung sich hier auf die Form der Weltlinien in Minkowski-Diagrammen bezieht, was nichts mit der gekrümmten Raumzeit der ART zu tun hat). Das steht im Zusammenhang mit der sogenannten Uhrenhypothese: Die Eigenzeit einer bewegten Uhr ist unabhängig von der Beschleunigung, somit hängt die Zeitdilatation dieser Uhren aus Sicht anderer Inertialsysteme nur von der augenblicklichen Relativgeschwindigkeit zu diesen Systemen ab (siehe experimentelle Bestätigungen der Uhrenhypothese). Zwei einfache Fälle von gekrümmten Weltlinien folgen durch Integration von Gleichung (3a) für die Eigenbeschleunigung:
a) Hyperbelbewegung: Die konstante, longitudinale Eigenbeschleunigung {\displaystyle \alpha =a_{x}^{0}=a_{x}\gamma ^{3}} gemäß (3a) führt zur Weltlinie
| {\displaystyle {\begin{aligned}&t(\tau )={\frac {c}{\alpha }}\sinh {\frac {\alpha \tau }{c}},\quad x(\tau )={\frac {c^{2}}{\alpha }}\left(\cosh {\frac {\alpha \tau }{c}}-1\right),\quad y=0,\quad z=0,\\&\tau (t)={\frac {c}{\alpha }}\ln \left({\sqrt {1+\left({\frac {\alpha t}{c}}\right)^{2}}}+{\frac {\alpha t}{c}}\right),\quad x(t)={\frac {c^{2}}{\alpha }}\left({\sqrt {1+\left({\frac {\alpha t}{c}}\right)^{2}}}-1\right)\end{aligned}}} |  | (6a) |
| {\displaystyle {\begin{aligned}&t(\tau )={\frac {c}{\alpha }}\sinh {\frac {\alpha \tau }{c}},\quad x(\tau )={\frac {c^{2}}{\alpha }}\left(\cosh {\frac {\alpha \tau }{c}}-1\right),\quad y=0,\quad z=0,\\&\tau (t)={\frac {c}{\alpha }}\ln \left({\sqrt {1+\left({\frac {\alpha t}{c}}\right)^{2}}}+{\frac {\alpha t}{c}}\right),\quad x(t)={\frac {c^{2}}{\alpha }}\left({\sqrt {1+\left({\frac {\alpha t}{c}}\right)^{2}}}-1\right)\end{aligned}}} |  | (6a) |

Diese Weltlinie entspricht der Hyperbelgleichung {\displaystyle c^{4}/\alpha ^{2}=\left(x+c^{2}/\alpha \right)^{2}-c^{2}t^{2}}. Diese Gleichungen werden häufig für die Berechnung verschiedener Szenarien wie dem Zwillingsparadoxon, Bellsches Raumschiffparadoxon, oder der Raumfahrt mit konstanter Beschleunigung benutzt.
b) Die konstante, transversale Eigenbeschleunigung {\displaystyle a_{y}^{0}=a_{y}\gamma ^{2}} gemäß (3a) kann als Zentripetalbeschleunigung aufgefasst werden, was zur Weltlinie eines Körpers in gleichförmiger Kreisbewegung führt:
| {\displaystyle {\begin{aligned}x&=r\cos \Omega _{0}t=r\cos \Omega \tau \\y&=r\sin \Omega _{0}t=r\sin \Omega \tau \\z&=z\\t&=\gamma \tau ={\frac {\tau }{\sqrt {1-\left({\frac {r\Omega _{0}}{c}}\right)^{2}}}}=\tau {\sqrt {1+\left({\frac {r\Omega }{c}}\right)^{2}}}\end{aligned}}} |  | (6b) |
| {\displaystyle {\begin{aligned}x&=r\cos \Omega _{0}t=r\cos \Omega \tau \\y&=r\sin \Omega _{0}t=r\sin \Omega \tau \\z&=z\\t&=\gamma \tau ={\frac {\tau }{\sqrt {1-\left({\frac {r\Omega _{0}}{c}}\right)^{2}}}}=\tau {\sqrt {1+\left({\frac {r\Omega }{c}}\right)^{2}}}\end{aligned}}} |  | (6b) |

wobei {\displaystyle v=r\Omega _{0}} die Tangentialgeschwindigkeit ist, {\displaystyle r} der Orbitalradius, {\displaystyle \Omega _{0}} die Winkelgeschwindigkeit als Funktion der Koordinatenzeit und {\displaystyle \Omega =\gamma \Omega _{0}} als Funktion der Eigenzeit.
Eine Klassifikation von gekrümmten Weltlinien folgt aus der Differentialgeometrie von Kurven im Sinne der Frenet-Serret-Formeln für die Minkowski-Raumzeit. Dabei zeigt sich, dass die Hyperbelbewegung und die gleichförmige Kreisbewegung Spezialfälle von Bewegungen mit konstanter Krümmung und Torsion sind. Diese Körper genügen auch der Bedingung der Bornschen Starrheit, bei der der raumzeitliche Abstand zwischen den Weltlinien ihrer infinitesimal separierten Bestandteile während der Beschleunigung konstant bleibt.

## Beschleunigte Bezugssysteme in der SRT
Beschleunigte Bewegungen und gekrümmte Weltlinien können statt durch inertiale Koordinaten auch durch beschleunigte bzw. krummlinige Koordinaten beschrieben werden. Dadurch können Eigenbezugssysteme (manchmal als Fermi-Koordinaten oder Eigen-Koordinaten bezeichnet) definiert werden, in denen die Eigenzeit des beschleunigten Beobachters als Koordinatenzeit des gesamten Systems benutzt wird. Im Ruhesystem eines Beobachters in Hyperbelbewegung können hyperbolische Koordinaten (manchmal als Rindler-Koordinaten bezeichnet) benutzt werden, für gleichförmige Kreisbewegung können dagegen rotierende Zylinderkoordinaten (manchmal als Born-oder Langevin-Koordinaten bezeichnet) benutzt werden. Im Sinne des Äquivalenzprinzips können die in diesen beschleunigten Bezugssystemen auftretenden Effekte in Analogie zu den Effekten in einem homogenen, fiktiven Gravitationsfeld gedeutet werden. Hier zeigt sich also, dass die Benutzung von beschleunigten Bezugssystemen bereits in der SRT wichtige mathematische Zusammenhänge liefert, die dann später bei der Beschreibung realer, inhomogener Gravitationsfelder im Sinne der gekrümmten Raumzeit der ART eine fundamentale Bedeutung bekommen.

## Geschichte
Hendrik Lorentz leitete 1899 die (bis auf einen unbestimmten Faktor {\displaystyle \epsilon }) korrekten Relationen für die Beschleunigungen, Kräfte und Massen zwischen einem ruhenden elektrostatischen Teilchensystem {\displaystyle S_{0}} (in einem ruhenden Äther), und einem System {\displaystyle S} das aus dem anderen durch eine Translation hervorgeht. Er erklärte, dass er kein Mittel habe, den Wert von {\displaystyle \epsilon } zu bestimmen. Hätte er ihn gleich {\displaystyle \epsilon =1} gesetzt, so würden seine Ausdrücke die exakte relativistische Form annehmen. Seine Formeln lauteten in moderner Notation:
{\displaystyle F_{\parallel }={\frac {1}{\epsilon ^{2}}}F_{\parallel }^{0}\qquad F_{\perp }={\frac {1}{\gamma \epsilon ^{2}}}F_{\perp }^{0}} gemäß (5a);
{\displaystyle a_{\parallel }={\frac {1}{\gamma ^{3}\epsilon }}a_{\parallel }^{0}\quad a_{\perp }={\frac {1}{\gamma ^{2}\epsilon }}a_{\perp }} gemäß (3a);
{\displaystyle F_{\parallel }=m{\frac {\gamma ^{3}}{\epsilon }}a_{\parallel }\quad F_{\perp }=m{\frac {\gamma }{\epsilon }}a_{\perp }} gemäß (4c);
1904 leitete Lorentz die vorherigen Relationen etwas detaillierter ab, nämlich bezüglich der Eigenschaften von Teilchen, die in einem System {\displaystyle \Sigma '} ruhen und einem relativ bewegten System {\displaystyle \Sigma }. Dadurch konnte Lorentz zeigen, dass {\displaystyle \epsilon =1}, wodurch seine Formeln die exakte relativistische Form erhalten. Er formulierte auch die Bewegungsgleichung
{\displaystyle {\vec {F}}={\frac {e^{2}}{6\pi c^{2}R}}{\frac {\mathrm {d} }{\mathrm {d} t}}(\gamma {\vec {u}})},
für elektrisch geladene Teilchen, was mit {\displaystyle m=e^{2}/(6\pi c^{2}R)} als elektromagnetischer Ruhemasse Gleichung (4d) entspricht. Er führte auch aus, dass diese Gleichungen nicht nur für Kräfte und Massen elektrisch geladener Teilchen, sondern auch für andere Prozesse gelten sollen, sodass die Bewegung der Erde durch den Äther unentdeckbar bleibt.
1905 fand Henri Poincaré die Transformationsformeln für die Dreierkraft und die Dreierbeschleunigung. Zusätzlich führte er die Viererkraft ein. Nahezu gleichzeitig leitete Albert Einstein die Bewegungsgleichungen auf Basis seiner SRT ab, welche die Beziehungen zwischen gleichberechtigten Inertialsystemen darstellt, ohne einen mechanischen Äther annehmen zu müssen. Einstein nahm zuerst an, dass in einem momentanen Inertialsystem {\displaystyle k} die Bewegungsgleichungen ihre Newtonsche Form beibehalten. Durch Transformation in ein relativ bewegtes System {\displaystyle K} erhielt er die Gleichungen für die elektrischen und magnetischen Komponenten in diesem System.
1907 analysierte Einstein ein gleichförmig beschleunigtes Bezugssystem und erhielt die Formeln für die koordinatenabhängige Lichtgeschwindigkeit und Zeitdilatation, analog zu denen der Kottler-Møller-Rindler-Koordinaten.
Hermann Minkowski definierte 1907 erstmals die Beziehung zwischen der Viererkraft (die er als bewegende Kraft bezeichnete) und der Viererbeschleunigung entsprechend {\displaystyle ma^{\mu }=F^{\mu }}. 1908 bezeichnete er die zweite Ableitung von {\displaystyle x,y,z,t} nach der Eigenzeit als Beschleunigungsvektor (Viererbeschleunigung). Er zeigte, dass ihre Norm an einem beliebigen Punkt {\displaystyle P} der Weltlinie den Wert {\displaystyle c^{2}/\varrho } hat, wo {\displaystyle \varrho } die Norm eines Vektors ist, der vom Zentrum der entsprechenden Krümmungshyperbel nach {\displaystyle P} gerichtet ist.
Der Begriff der Hyperbelbewegung wurde 1909 von Max Born  für die Bewegung mit konstanter Norm der Viererbeschleunigung eingeführt, und zwar im Zusammenhang mit seiner Studie der Bornschen Starrheit. Er setzte {\displaystyle {\vec {p}}=\mathrm {d} {\vec {x}}/\mathrm {d} \tau } (heute als Eigengeschwindigkeit bezeichnet) und {\displaystyle q=-\mathrm {d} t/\mathrm {d} \tau ={\sqrt {1+p^{2}/c^{2}}}} als Lorentzfaktor und {\displaystyle \tau } als Eigenzeit. Dadurch erhielt er die Transformationsformeln
{\displaystyle x=-q\xi ,\quad y=\eta ,\quad z=\zeta ,\quad t={\frac {p}{c^{2}}}\xi },
welche (6a) entsprechen mit {\displaystyle \xi =c^{2}/\alpha } und {\displaystyle p=c\sinh(\alpha \tau /c)}. Durch Elimination von {\displaystyle p} erhielt Born die Hyperbelgleichung {\displaystyle x^{2}-c^{2}t^{2}=\xi ^{2}}, und definierte die Norm dieser Beschleunigung mit {\displaystyle b=c^{2}/\xi }. Er bemerkte, dass dies auch als Transformation in ein hyperbolisch beschleunigtes Bezugsystem aufgefasst werden kann. Diese Untersuchungen wurden von Gustav Herglotz 1909 auf alle möglichen Fälle von starr beschleunigten Bewegungen, einschließlich gleichförmiger Kreisbewegung, erweitert.
Arnold Sommerfeld brachte 1910 Borns Formeln für die Hyperbelbewegung in eine klarere Form mit {\displaystyle l=\mathrm {i} ct} als imaginärer Zeitkoordinate und {\displaystyle \varphi } als imaginärem Winkel:
{\displaystyle x=r\cos \varphi ,\quad y=y',\quad z=z',\quad l=r\sin \varphi }
Er bemerkte, wenn {\displaystyle r,y,z} variabel und {\displaystyle \varphi } konstant ist, dann beschreiben sie die Weltlinie eines geladenen Körpers in Hyperbelbewegung. Wenn aber {\displaystyle r,y,z} konstant und {\displaystyle \varphi } variabel ist, dann beschreiben sie die Transformation in das Ruhesystem. Diese Gleichungen wurden von Max von Laue in der ersten Ausgabe von „Das Relativitätsprinzip“ nochmals verifiziert.
1911 benutzte Sommerfeld erstmals explizit den Ausdruck „Eigenbeschleunigung“ für die Beschleunigung im momentanen Inertialsystem. Herglotz bezeichnete diese als „Ruhbeschleunigung“ statt Eigenbeschleunigung. Ebenfalls 1911 ersetzte von Laue in der zweiten Edition seines Buches die Transformation der Dreierbeschleunigung durch Minkowskis Beschleunigungsvektor, für den er erstmals den Ausdruck „Viererbeschleunigung“ gebrauchte, und zeigte, dass die Norm der Viererbeschleunigung die Ruhebeschleunigung ergibt.

## Historische Arbeiten
1. 1 2  
Henri Poincaré: Sur la dynamique de l’électron. In: Rendiconti del Circolo matematico di Palermo. Band 21, 1906, S. 129–176.
2. 1 2 3 4  
Max von Laue: Das Relativitätsprinzip. Vieweg, Braunschweig 1911 (Online).
3. 1 2 3  
Arnold Sommerfeld: Über die Struktur der gamma-Strahlen. In: Sitzungsberichte der mathematematisch-physikalischen Klasse der K. B. Akademie der Wissenschaften zu München. Nr. 1, 1911, S. 1–60 (Online).
4. 1 2 3  
G. Herglotz: Über die Mechanik des deformierbaren Körpers vom Standpunkte der Relativitätstheorie. In: Annalen der Physik. Band 341, Nr. 13, 1911, S. 493–533, doi:10.1002/andp.19113411303 (Online).
5. 1 2  
Hendrik Antoon Lorentz: Simplified Theory of Electrical and Optical Phenomena in Moving Systems. In: Proceedings of the Royal Netherlands Academy of Arts and Sciences. Band 1, 1899, S. 427–442.
6. 1 2 3 4 5 6  
Hendrik Antoon Lorentz: Electromagnetic phenomena in a system moving with any velocity smaller than that of light. In: Proceedings of the Royal Netherlands Academy of Arts and Sciences. Band 6, 1904, S. 809–831.
7. 1 2  
Max von Laue: Das Relativitätsprinzip. 2. Ausgabe Auflage. Vieweg, Braunschweig 1913.
8. 1 2  
Max Planck: Das Prinzip der Relativität und die Grundgleichungen der Mechanik. In: Verhandlungen Deutsche Physikalische Gesellschaft. Band 8, 1906, S. 136–141.
9. ↑  
Henri Poincaré: Sur la dynamique de l’électron. In: Comptes rendus hebdomadaires des séances de l’Académie des sciences. Band 140, 1905, S. 1504–1508.
10. 1 2  
Albert Einstein: Zur Elektrodynamik bewegter Körper. In: Annalen der Physik. Band 322, Nr. 10, 1905, S. 891–921.; See also: English translation.
11. 1 2  
Max Born: Die Theorie des starren Elektrons in der Kinematik des Relativitätsprinzips. In: Annalen der Physik. Band 335, Nr. 11, 1909, S. 1–56, doi:10.1002/andp.19093351102.
12. 1 2  
G. Herglotz: Über den vom Standpunkt des Relativitätsprinzips aus als starr zu bezeichnenden Körper. In: Annalen der Physik. Band 336, Nr. 2, 1910, S. 393–415, doi:10.1002/andp.19103360208.
13. ↑  
Friedrich Kottler: Über die Raumzeitlinien der Minkowski’schen Welt. In: Wiener Sitzungsberichte 2a, Band 121, 1912, S. 1659–1759,   hdl:2027/mdp.39015051107277
Friedrich Kottler: Relativitätsprinzip und beschleunigte Bewegung. In: Annalen der Physik. Band 349, Nr. 13, 1913, S. 701–748, doi:10.1002/andp.19143491303 (Online).
Friedrich Kottler: Fallende Bezugssysteme vom Standpunkte des Relativitätsprinzips. In: Annalen der Physik. Band 350, Nr. 20, 1913, S. 481–516, doi:10.1002/andp.19143502003 (Online).
14. ↑  
Albert Einstein: Über das Relativitätsprinzip und die aus demselben gezogenen Folgerungen. In: Jahrbuch der Radioaktivität und Elektronik. Band 4, 1908, S. 411–462, bibcode:1908JRE.....4..411E (Online [PDF]).; English translation On the relativity principle and the conclusions drawn from it at Einstein paper project.
15. ↑  
Hermann Minkowski: Die Grundgleichungen für die elektromagnetischen Vorgänge in bewegten Körpern. In: Nachrichten von der Gesellschaft der Wissenschaften zu Göttingen, Mathematisch-Physikalische Klasse. 1908, S. 53–111. Vorgelegt am 21. Dezember 1907.
16. ↑  
Hermann Minkowski: Raum und Zeit. Vortrag, gehalten auf der 80. Naturforscher-Versammlung zu Köln am 21. September 1908. In: Jahresbericht der Deutschen Mathematiker-Vereinigung. Leipzig 1909.
17. ↑  
Arnold Sommerfeld: Zur Relativitätstheorie II: Vierdimensionale Vektoranalysis. In: Annalen der Physik. Band 338, Nr. 14, 1910, S. 649–689, doi:10.1002/andp.19103381402.